# Мандрика Петро Васильович
Мандрика Петро Васильович (26.06(08.07)1884, Самарська губернія  — 8.04.1943, Москва) — хірург-клініцист, кандидат медичних  наук (1939), генерал-майор медичної служби (1943).

## Біографія
Петро Мандрика народився 26 червня (8 липня) 1884 року, за радянським паспортом — 10.07.1884, у Самарській губернії в родині міщанина. Батько, Мандрика Василь Олексійович (1837—1924), уродженець Подільської губернії (тепер Хмельницька обл.), в зв'язку зі своїми націоналістичними настроями, був засланий в Бузулукський повіт Самарської губернії. Після повернення в Україну, влаштувався працювати рахунковим працівником (бухгалтером) на Лебединському цукровому заводі Сумського повіту Харківської губернії. Мати, Марія Яківна Мандрика (1850—1932), до шлюбу Марченко, уродженка Чернігівської губернії. Всього в їхній родині народилося 11 дітей, Петро був десятий.
У 1894 році Петро Мандрика вступив до Охтирської чоловічої шестикласної прогімназії, яку в 1900 перетворили в чоловічу гімназію. У 1904 році Петро Васильович, після закінчення гімназії, приїхав з провінційної Охтирки до великого губернського міста Харків і вступив на медичний факультет Харківського університету. [4]
У 1910 році закінчив медичний факультет Харківського  університету (тепер Харківський національний медичний університет), витримавши всі іспити, отримав диплом 1 ступеню та звання лікаря. Працював земським лікарем у слободі Миколаївка Валуйського повіту Воронезької губернії (тепер Бєлгородська обл.) протягом чотирьох років.
З початком Першої світової війни П. В. Мандрика мобілізований до війська. Отримавши військове звання штабс-капітана, призначений начальником військово-санітарного поїзда (1914—1915). З 1916 по 1918 завідував офіцерським госпіталем для шлунково-кишкових хворих та одночасно працював хірургом у 5-му зведеному та Уяздовському шпиталях.
У 1919—1920 П. В. Мандрика — молодший ординатор Варшавсько-Уяздовського шпиталю, від липня 1920 — старший ординатор, з 1921 — завідувач хірургічного відділення Московського військового шпиталю, у 1923—1943 — начальник і головний хірург Центрального військового шпиталю у Москві (нині носить його ім'я).
П. В. Мандрика багато зробив для цього шпиталю — відкриваються стоматологічний і рентгенівський кабінети, лабораторія, а в 1928 році — кабінет фізіотерапії. Великою заслугою Петра Васильовича було те, що він запросив до шпиталю кращих представників тогочасної медицини. У ньому працювали С. П. Федоров — лейбмедик Миколи II, видатний клініцист, вчений С. С. Юдін — академік, хірург-віртуоз, П. А. Герцен (онук знаменитого Герцена). А серед його пацієнтів були начальники Польового штабу Реввійськради, Штабу РСЧА та Генерального штабу, лікував М. В. Фрунзе, К. О. Ворошилова, С. К. Тимошенка, Й. В. Сталіна. В селі. Ніколаєвка (Бєлгород. обл.) Центр лікарів загальної практики відкрив меморіальну дошку на честь Петра Васильовича.
На початку 1943 року різко погіршилося здоров'я Петра Васильовича: загострилася серцева недостатність (перший інфаркт переніс у 1937 році).
Петро Васильович Мандрика пішов з життя 8 квітня 1943 року. Його поховано на Новодівичому цвинтарі в Москві. Зображення могил П. В. Мандрики та його дружини наведено на сайті

## Наукова діяльність
Петро Мандрика вивчав питання хірургічного лікування хвороб сечового міхура, шлунково-кишкового тракту, гінекології.
Учасник з'їзду військових лікарів у Брюсселі (1935).  В 1935—1936 входив до складу радянської делегації на Х Всесвітньому з'їзді хірургів у Каїрі (Єгипет). З 1927 був членом Російського хірургічного товариства.
У 1939 році без захисту дисертації Петру Мандриці присвоєно вчений ступінь кандидата медичних наук. Цей факт став визнанням його заслуг хірурга-практика, який завоював винятковий авторитет.
Останній рік свого життя Петро Мандрика присвятив написанню докторської дисертації про операції на суглобах, але закінчити її не встиг.

## Напрацювання
На жаль, дуже багатий досвід хірурга Петра Васильовича Мандрики, який практикував понад 30 років, не знайшов належного відображення в медичній літературі.
Найважливіша наукова праця — «К вопросу о полном удалении мочевого пузыря при раке» (ж-л Русская клиника,Т. VIII, Вып. 41,1927)

## Нагороди та звання
- Почесна грамота і золотий годинник з написом «Стійкому захисникові Пролетарської Революції від РВР СРСР» до 10-річчя Червоної Армії (1928)
- Орден Червоної Зірки (1933)
- Військове звання «дивлікар» — «дивізійний лікар» (1935)
- Медаль «XX років Робітничо-Селянській Червоній Армії» (1938)
- Військове звання «Генерал-майор медичної служби» (1943)
- Центральному військовому госпіталю НКО (м. Москва) присвоєно ім'я П. В. Мандрики (квітень 1943)
- Шпиталь імені П. В. Мандрика нагородили орденом Червоного Прапора (1944) [5]

## Пам'ять
Найбільш інформативні дані щодо життя та творчості П. В. Мандрики згруповані у публікаціях його внучатого племінника, відомого харківського краєзнавця та філателіста Леоніда Раєнка